# Energiewirtschaft Litauens
Der Artikel Energiewirtschaft Litauens beschreibt die Lage der Energiegewinnung, des Energiehandels, des Energieverbrauchs und der Energiereserven in Litauen unter Berücksichtigung der historischen Entwicklung.
Das EU-Mitglied Litauen weist als baltischer Staat, der von 1940 bis 1991 von der Sowjetunion okkupiert war, eine besondere Situation in der Energiegewinnung auf. Dreh- und Angelpunkt war das Kernkraftwerk Ignalina, das in den Jahren 1977 bis 1985 (Blöcke 1 und 2) gebaut wurde und für die Energieversorgung im gesamten Nordwesten der Sowjetunion vorgesehen war. Seine von der EU im Rahmen der Beitrittsverhandlungen geforderte und von Litauen umgesetzte Stilllegung zum 31. Dezember 2009 machte aus dem Atomstrom-Exporteur einen Importeur, der fortan für viele Jahre stark auf Lieferungen fossiler Brennstoffe oder Stroms aus Russland und Belarus angewiesen war und sich nur langsam aus der daraus resultierenden Abhängigkeit befreien kann. Entsprechend hoch ist seither die politische und soziale Brisanz der Energieversorgung in Litauen. 2021 lieferte Russland noch 16 % des in Litauen verbrauchten Stroms. Im Mai 2022 stellte Litauen den Import aus Russland vollständig ein.
Litauen hat in den letzten Jahren die Nutzung erneuerbarer Energien erheblich ausgeweitet, sodass es bereits im Jahr 2017 an zweiter Stelle des Germanwatch-Reportes zum Klimaschutz steht – direkt hinter dem Klima-Primus Schweden und weit vor Deutschland, welches durch Braunkohlenutzung wesentlich schlechter abschneidet. Auch 2018 und 2019 belegt Litauen einen der vordersten Plätze. Bis 2021 ist Litauen jedoch auf Platz 15 zurückgefallen, mit weiter fallender Tendenz, findet sich damit aber noch immer bei den Ländern mit guter Klimabilanz.

## Strategische Ausrichtung
Seit Juni 2018 gibt es eine neue Energie-Strategie, die alle Bereiche (Wärme- und Kälteerzeugung, Mobilität und Stromerzeugung) auf regenerative Energien als wichtigste Energiequelle festlegt; sie wurde vom litauischen Parlament verabschiedet. Damit strebt Litauen auch weiterhin nach Unabhängigkeit von Energieimporten. So soll bis zum Jahr 2050 Strom zu 100 % im eigenen Land erzeugt werden, und er soll zu 80 % aus regenerativen Energiequellen stammen. Ein weiteres wesentliches energiepolitisches Ziel ist die vollständige Integration der litauischen Energienetze (Gas und Strom) in die Westeuropäischen.

## Gesamtenergiemarkt
Litauen hatte 2017 einen Primärenergieverbrauch von 6,2 Millionen Tonnen Öläquivalent (mtoe) nach 6,0 mtoe im Jahr 2016 und 7,9 mtoe im Jahr 2006. Das entsprach 2016 einem Energieverbrauch von 2,54 Tonnen pro Kopf gegenüber 3,76 Tonnen pro Kopf in Deutschland. Für 2006 waren es in Litauen ebenfalls schon etwa 2,5 Tonnen pro Kopf gewesen im Vergleich zu noch etwa 6,1 Tonnen pro Kopf in Deutschland. Bei einem damaligen Import von 12,2 mtoe und einem Export von 6,5 mtoe Primärenergie werden also fast zwei Drittel des heimischen Verbrauchs im Ausland gedeckt. Dabei macht Erdöl einen Anteil von 71 % und Erdgas von 20 % aus, der Rest verteilt sich unter anderem auf Erdölerzeugnisse (4 %) und feste Brennstoffe (2 %).
| Energiequelle             | absolut in ktoe | absolut in ktoe | absolut in ktoe | absolut in ktoe | absolut in ktoe | absolut in ktoe | absolut in ktoe | Anteil am Gesamtverbrauch | Anteil am Gesamtverbrauch | Anteil am Gesamtverbrauch | Anteil am Gesamtverbrauch | Anteil am Gesamtverbrauch | Anteil am Gesamtverbrauch | Anteil am Gesamtverbrauch |
| Jahr                      | 2000            | 2006            | 2009            | 2012            | 2015            | 2018            | 2021            | 2000                      | 2006                      | 2009                      | 2012                      | 2015                      | 2018                      | 2021                      |
| ------------------------- | --------------- | --------------- | --------------- | --------------- | --------------- | --------------- | --------------- | ------------------------- | ------------------------- | ------------------------- | ------------------------- | ------------------------- | ------------------------- | ------------------------- |
| Erdöl                     | 2168,7          | 2690,5          | 2495,3          | 2527,0          | 2515            | 3071            | -               | 30,16 %                   | 31,28 %                   | 28,71 %                   | 34,20 %                   | 36,0 %                    | 40,6 %                    | -                         |
| Erdgas                    | 2064,3          | 2454,5          | 2181,6          | 2654,7          | 2067            | 1917            | -               | 28,71 %                   | 28,54 %                   | 25,10 %                   | 35,93 %                   | 29,7 %                    | 25,4 %                    | -                         |
| Kernenergie               | 2079,1          | 2217,7          | 2576,1          | 0,00            | 0               | 0               | -               | 28,91 %                   | 25,79 %                   | 29,64 %                   | 0,00 %                    | 0 %                       | 0 %                       | -                         |
| Kohle & Koks              | 88,5            | 256,0           | 155,4           | 219,8           | 181             | 210             | -               | 1,23 %                    | 2,98 %                    | 1,79 %                    | 2,97 %                    | 2,6 %                     | 2,8 %                     | -                         |
| Torf                      | 11,2            | 17,9            | 14,7            | 16,9            | 181             | 210             | -               | 0,16 %                    | 0,21 %                    | 0,17 %                    | 0,23 %                    | 2,6 %                     | 2,8 %                     | -                         |
| Holz & Abfälle            | 619,8           | 729,9           | 940,6           | 1003,3          | 1332            | 1388            | -               | 8,62 %                    | 8,49 %                    | 10,82 %                   | 13,58 %                   | 19,1 %                    | 17,7 %                    | -                         |
| Biogas                    | 0,00            | 22,9            | 56,9            | 74,7            | 1332            | 1388            | -               | 0,00 %                    | 0,27 %                    | 0,65 %                    | 1,01 %                    | 19,1 %                    | 17,7 %                    | -                         |
| Wasserkraft               | 29,1            | 34,2            | 36,5            | 36,3            | 30              | 37              | -               | 0,40 %                    | 0,40 %                    | 0,42 %                    | 0,49 %                    | 0,4 %                     | 0,5 %                     | -                         |
| Wind- & Geothermalenergie | 0,00            | 2,9             | 18,7            | 50,5            | 77              | 106             | -               | 0,00 %                    | 0,03 %                    | 0,22 %                    | 0,68 %                    | 1,1 %                     | 1,4 %                     | -                         |
| Chem. Prozessenergie      | 130,5           | 173,7           | 214,6           | 235,9           | 221             | 829             | -               | 1,81 %                    | 2,02 %                    | 2,47 %                    | 3,19 %                    | 3,2 %                     | 11 %                      | -                         |
| Stromimporte              | 0,00            | 0,00            | 0,00            | 569,3           | 548             | 829             | -               | 0,00 %                    | 0,00 %                    | 0,00 %                    | 7,71 %                    | 7,9 %                     | 11 %                      | -                         |
| Gesamt                    | 7191,2          | 8600,2          | 8690,4          | 7388,4          | 6971            | 7558            | -               |                           |                           |                           |                           |                           |                           |                           |

### Verbraucher
Lässt man die nichtenergetische Nutzung außer Betracht, teilt sich der Endenergieverbrauch in Litauen in drei etwa gleich große Anteile von
- Transportwesen,
- privatem Verbrauch,
- Industriebetrieben, Landwirtschaft, Institutionen der Öffentlichen Hand, Bauwesen (zusammengenommen).

| Sektor                                    | absolut in ktoe | absolut in ktoe | absolut in ktoe | absolut in ktoe | absolut in ktoe | absolut in ktoe | Anteil am Gesamtverbrauch | Anteil am Gesamtverbrauch | Anteil am Gesamtverbrauch | Anteil am Gesamtverbrauch | Anteil am Gesamtverbrauch | Anteil am Gesamtverbrauch |
| Jahr                                      | 2000            | 2006            | 2009            | 2012            | 2015            | 2018            | 2000                      | 2006                      | 2009                      | 2012                      | 2015                      | 2018                      |
| ----------------------------------------- | --------------- | --------------- | --------------- | --------------- | --------------- | --------------- | ------------------------- | ------------------------- | ------------------------- | ------------------------- | ------------------------- | ------------------------- |
| Industrie                                 | 823             | 1055,8          | 783,8           | 960,8           | -               | 1110            | 17,2 %                    | 19,1 %                    | 15,3 %                    | 15,8 %                    | -                         | 20,1 %                    |
| Bauwesen                                  | k. A.           | 1055,8          | 37,9            | 39,8            | -               | 1110            | k. A.                     | 19,1 %                    | 0,7 %                     | 0,7 %                     | -                         | 20,1 %                    |
| Transportwesen                            | 1304            | 1550,8          | 1506,4          | 1574,5          | -               | 2060            | 27,2 %                    | 28,0 %                    | 29,3 %                    | 25,9 %                    | -                         | 37,4 %                    |
| Landwirtschaft                            | 101             | 114,4           | 104,6           | 110,8           | -               | 109             | 2,1 %                     | 2,1 %                     | 2,0 %                     | 1,8 %                     | -                         | 2,0 %                     |
| gewerbliche und öffentliche Einrichtungen | 485             | 615,9           | 599,8           | 614,1           | -               | 675             | 10,1 %                    | 11,1 %                    | 11,7 %                    | 10,1 %                    | -                         | 12,2 %                    |
| private Haushalte                         | 1367            | 1429,3          | 1377,6          | 1537,1          | -               | 1156            | 28,5 %                    | 25,8 %                    | 26,8 %                    | 25,3 %                    | -                         | 28,3 %                    |
| nichtenergetische Verwendung              | 718             | 771,4           | 726,3           | 1232,2          | -               | k. A.           | 15,0 %                    | 13,9 %                    | 14,1 %                    | 20,3 %                    | -                         | k. A.                     |
| Gesamt                                    | 4798            | 5537,6          | 5136,4          | 6069,3          | -               | 5514            |                           |                           |                           |                           |                           |                           |

k. A. = keine Angabe

## Energiereserven
Litauen ist arm an fossilen Brennstoffen. Lediglich in Žemaitėjė und vor der Küste in der Ostsee gibt es gesicherte Erdöl- und Erdgasvorkommen in geringen Mengen. 2009 wurden in Litauen 6.333 Barrel Erdöl täglich gefördert bei einem Verbrauch von 74.000 Barrel. Zum Vergleich: Deutschland verbrauchte 2009 etwa 2.437.000 Barrel täglich, Polen 545.500 und Belarus 173.000 Barrel. Eine Förderung von Erdgas findet nicht statt; zwar enthält fast jede Ölquelle auch Erdgas, aufgrund der geringen Fördermenge wäre die Errichtung der nötigen Infrastruktur jedoch (extrem) unwirtschaftlich. An dieser Situation wird sich in absehbarer Zeit nichts ändern, womit Litauen sehr abhängig von Importen und den jeweiligen Preisschwankungen bleibt.

## Erdgas

### Leitungsnetz
Das Gasleitungsnetz wird mit Ausnahme eines kleinen Gebiets im Süden des Landes vom ehemals staatlichen Gasversorger Lietuvos dujos betrieben. Es besteht aus 1800 km Hauptleitungen und 7500 km regionaler Leitungen. Das Gerüst des Netzes bilden zwei Ost-West-Magistralen – eine von Belarus über Vilnius und Kaunas nach Kaliningrad in Russland, die andere von Panevėžys über Šiauliai nach Klaipėda –, die von einer Nord-Süd-Magistrale verbunden werden (von Lettland kommend über Panevėžys nach Vilnius). Über Stichleitungen sind so gut wie alle größeren Städte Litauens an die Gasversorgung angeschlossen, die Ausnahme bildet das Memelland (siehe nachstehend). Der äußerste Süden des Landes wird über das belarussische Netz versorgt, das das Unternehmen UAB Haupas betreut (0,6 % des Gasimports im Jahre 2007).
Lietuvos dujos muss das Leitungsnetz anderen Anbietern zur Verfügung stellen. Für die Preise der Nutzung des Leitungsnetzes legt die staatliche Preiskommission VKEKK Höchstgrenzen fest, die jährlich neu verhandelt werden. Dafür muss Lietuvos dujos die Funktionsfähigkeit des Netzes gewährleisten und in die Modernisierung investieren. Wichtigstes Projekt der jüngsten Zeit war der Bau einer Gaspipeline von Šakiai nach Klaipėda und damit der Anschluss des Memellandes an das litauische Gasnetz.

### Zugang zu neuen Bezugsquellen
Als Alternative zum Bezug russischen Gases über die seit Sowjetzeiten bestehenden Pipelines wurde 2015 ein schwimmendes Terminal für verflüssigtes Erdgas in der Ostsee vor Klaipėda in Betrieb genommen. Litauen zielte damit auf eine Befreiung aus der historisch bedingten Abhängigkeit von Russland unter energiewirtschaftlichen Aspekten, aus der bis dahin auch nach der Wiedererlangung seiner staatlichen Souveränität 1990 in letzter Konsequenz eine fortwährende politische Abhängigkeit resultierte. Das Terminal verfügt mit einem Speichervolumen von 170.000 m³ über genügend Kapazität, um nicht nur Litauen, sondern das gesamte Baltikum zu 90 % mit dem benötigten Gas zu versorgen. Zudem wurde Ende 2019 mit dem Bau der GIPL-Pipeline mit einer Gesamtlänge von 508 km zwischen Litauen und Polen begonnen, der auf polnischer Seite (343 km) im ersten oder zweiten Quartal 2022 abgeschlossen sein wird. Auf litauischer Seite (165 km) steht der Bauabschluss unmittelbar bevor. Die neue Pipeline soll eine maximale Übertragungsleistung von 27 (21) TWh pro Jahr bzw. 74 (58) GWh pro Tag (richtungsabhängig) ermöglichen.

### Handel
Den Handel mit Erdgas wickeln in Litauen im Wesentlichen Lietuvos dujos (der ehemalige staatliche Erdgasversorger) und Dujotekana ab. Lietuvos dujos versorgt dabei 99 % der litauischen Privathaushalte (Stand 2007). Außerdem treten der Düngemittelhersteller AB Achema (27 %) und das Heizkraftwerk Kaunas (10 %) als Gasimporteure auf, allerdings nur für den Eigenverbrauch. Lieferant des Gases war zu 100 % der staatliche russische Gasversorger Gasprom, das Gas wurde per Pipeline aus Belarus bzw. Lettland importiert. Insgesamt betrug der Import 2007 3,6 Milliarden m³ und lag damit deutlich über den Vorjahreswerten. Grund war der stark gestiegene Gasbedarf der AB Achema (siehe Abschnitt Verbrauch). Lietuvos dujos transportierte 2007 darüber hinaus 1,2 Milliarden m³ durch das eigene Leitungsnetz von Belarus nach Kaliningrad. Das war nur ein leichter Anstieg im Vergleich zu 2006, aber mehr als doppelt so viel wie 2003.
| Versorger                             | 2002 | 2006 | 2007 |
| ------------------------------------- | ---- | ---- | ---- |
| Gesamtimport (in Mrd. m³)             | 2,68 | 3,01 | 3,56 |
| Transit nach Kaliningrad (in Mrd. m³) | 0,57 | 1,20 | 1,22 |
| Lietuvos Dujos                        | 22   | 46   | 39   |
| Dujotekana                            | -    | 17   | 13   |
| AB Achema                             | 28   | 27   | 39   |
| Kauno TE                              | -    | 10   | 8    |

### Verbrauch
Der Gasverbrauch in Litauen kann in Abhängigkeit vom Bedarf der Industrie stark schwanken. 1996–2002 lag er zwischen 2,2 Mrd. m³ (1998; Rezession aufgrund der Rubelkrise in Russland) und 2,6–2,7 Mrd. m³ (1996, 2001, 2002). Die gute Wirtschaftsentwicklung der letzten Jahre hat den Verbrauch deutlich steigen lassen, er lag 2006 bei 3,1 Mrd. m³ und 2007 sogar bei 3,7 Mrd. m³. Letzterer Anstieg wurde vor allem durch die gesteigerte Nachfrage des Düngemittelproduzenten AB Achema hervorgerufen. Gas wird in Litauen in erster Linie von Kraftwerken verbraucht (Heizkraftwerke in Kaunas und Vilnius), 2006 waren es 50 % des Gesamtverbrauchs; 37 % werden von der Industrie abgenommen und nur 6 % von Privathaushalten.
| Branche                      | 2002 | 2006 | 2007 |
| ---------------------------- | ---- | ---- | ---- |
| Gesamtverbrauch (in Mrd. m³) | 2,7  | 3,1  | 3,7  |
| Kraftwerke                   | 51   | 50   | 40   |
| Düngemittelproduktion        | 28   | 27   | 40   |
| sonstige Industrie           | 12   | 10   | 11   |
| Privathaushalte              | 5    | 6    | 5    |

### Liberalisierung
Der Gasmarkt Litauens ist praktisch seit der wieder erlangten Unabhängigkeit frei zugänglich. Seit 1992 können Verbraucher den Gaslieferanten frei wählen, der einstige staatliche Gasversorger Lietuvos dujos muss den Transport und die Verteilung gewährleisten, die staatliche Preiskommission legt die Preise dafür fest.
Seit 1. Juli 2007 ist der Gasmarkt de jure für alle Abnehmer der freien Preisbildung unterworfen, in der Praxis wird der Preis für Privathaushalte weiterhin sehr stark staatlich gelenkt.

#### Gaspreis
Der Gaspreis für Privathaushalte wird durch Preisobergrenzen festgelegt, die die Staatliche Preiskommission halbjährlich einer Revision unterwirft. Lietuvos dujos kann seine Konsumentenpreise in diesem vorgegebenen Rahmen frei wählen, bewegt sich aber meist nahe der festgelegten Obergrenze. Bis 2006 lieferte der russische Gashandelsmonopolist Gasprom Litauen das Gas zu Preisen unter Weltmarktniveau. Die seither erfolgte Anpassung an die Preise des freien Marktes ließ die Preise stark steigen, von 1. Januar 2005 bis 1. Januar 2007 um das 1,4-Fache, 2008 erfolgte (nach einem Jahr der Preisstabilität) eine Erhöhung um 62–67 % und auch für 2009 beliefen sich die Steigerungen (je nach Verbrauch) auf 23–30 % (Preis 2008 für Kleinverbraucher 2,24 Litas/m³).

## Strom

### Stromerzeugung
Als Folge der Auflösung der Sowjetunion verfügte Litauen nach der Erlangung seiner Unabhängigkeit mit 88 % (1993) über den höchsten Atomstromanteil weltweit.
Bis zum Ende der Laufzeit des Kernkraftwerks Ignalina 2009 deckte die litauische Stromerzeugung den heimischen Bedarf ab und Litauen war im Saldo ein Stromexporteur. Seither ist das Land zu 70 % auf Stromimporte angewiesen, die in den Folgejahren bis 2015 nur aus Russland bezogen werden konnten. Trotz eines Referendums 2012, bei dem sich die litauische Bevölkerung mehrheitlich gegen den Bau eines neuen Kernkraftwerkes entschieden hat hielt die litauische Regierung an der Idee zum Bau eines neuen großen Kernkraftwerkes fest und suchte nach Wegen, diesen voranzutreiben, Stand 2022 schien das aber abgehakt zu sein. Der Anteil Erneuerbarer Energien stieg in den Jahren 2012 bis 2015 von 23 % auf knapp 30 % und trug damit in wesentlichem Maßstab zur Stromversorgung des Landes bei. Der Ausbau regenerativer Energien entspricht der politischen Zielsetzung Litauens, seine Energieunabhängigkeit wiederzuerlangen; entsprechend wird der Sektor staatlich gefördert. Dagegen wurden die fossilen Kraftwerke Vilnius (603 MW), Kaunas (170 MW) und Panevėžys (35 MW) im Jahr 2015 einer Entscheidung des litauischen Energieministeriums folgend aufgrund wirtschaftlicher Erwägungen geschlossen.
Die gesamte installierte Kraftwerksleistung 2016 betrug 3,71 GW. Davon waren (geschätzt) 73 % fossile Kraftwerke, 4 % Wasserkraft und weitere 23 % andere erneuerbare Energien. Nukleare Stromerzeugung gibt es keine mehr. Eine Übersicht über die aktuell in Betrieb befindlichen Kraftwerke findet sich in der Liste von Kraftwerken in Litauen.
Die gesamte Stromproduktion Litauens betrug 3,131 TWh im Jahr 2016.

### Leitungsnetz
Das litauische Stromleitungsnetz umfasst Hochspannungsleitungen mit Spannungsniveaus von 400 kV, 330, 300 und 110 kV; die Gesamtleitungslänge beträgt 7200 km. Diese werden von Lietuvos energija unterhalten. Für die Verteilung an die Endverbraucher in Litauen ist AB Energijos skirstymo operatorius zuständig; früher Rytų skirstomieji tinklai und Vakarų skirstomieji tinklai (Östliches bzw. Westliches Verteilernetz), danach LESTO; Unternehmen LE, VST und RST waren ab Mai 2008 100%ige Töchter von Leo LT.
Seit der Sowjetzeit gibt fünf 330-kV-Leitungen nach Belarus, vier nach Lettland, drei in die russische Oblast Kaliningrad. Seit Dezember 2015 gibt es eine 700-MW-Leitung, genannt NordBalt, nach Schweden und seit Februar 2016 zudem eine als LitPol Link bezeichnete 500-MW-Leitung mit der Option einer Erhöhung im Bedarfsfall auf 1000 MW nach Polen.

#### Netzzugehörigkeit
Derzeit (Stand 2023) ist das litauische Stromnetz noch mit dem russischen, aus Sowjetzeiten stammenden BRELL-Verbundnetz synchronisiert. Die Netzbetreiber der drei baltischen Staaten einigten sich im August 2023 darauf, 2025 eine Desynchronisation durchzuführen, um sich als EU-Mitgliedsstaat mit dem europäischen Stromnetz UCTE synchronisieren zu können, nicht zuletzt auch aufgrund des Ukrainekrieges.
Die unter technischen Aspekten beste und sicherste Lösung zur Synchronisation und damit zur vollständigen Integration wäre die direkte Anbindung an das kontinentaleuropäische Netzwerk über zwei voneinander unabhängige Wechselstromleitungen nach Polen. Diese Lösung bietet langfristig gesehen wirtschaftliche Vorteile, da sie keine dauerhaften zusätzlichen Betriebskosten mit sich bringt, sie ist jedoch mit hohen Anfangsinvestitionen verbunden. Daher wird ebenso eine Lösung mittels eines Unterwasser-Hochspannungs-Gleichstromkabels neuer Technologie (HVDC) als Ergänzung zur bestehenden LitPol Link Verbindung nach Polen in Betracht gezogen. Russland sieht die Bestrebungen zum Wechsel der Netzzugehörigkeit als eine gegen sich gerichtete politische Aktion, die ungerechtfertigt und unvernünftig sei, schließlich habe man in der Vergangenheit stets eine zuverlässige Stromversorgung sichergestellt. Zudem sei durch einen Netzwechsel die Versorgung der russischen Exklave Kaliningrad aus dem russischen Stromnetz nicht mehr gegeben. Einerseits bringt der Netzwechsel neben seiner wirtschaftlichen Bedeutung für Litauen die endgültige Unabhängigkeit von politischer Einflussnahme Russlands. Andererseits kann die ablehnende Haltung der drei baltischen Staaten Estland, Lettland und Litauen zu Sanktionen im Vertragsverletzungsverfahren der EU gegen Polen wegen Missachtung von Rechtsstaatlichkeitsprinzipien auch als neue Abhängigkeit gegenüber Polen, einem Land auf dessen Zustimmung zur Nutzung seiner Energienetze man angewiesen ist, gedeutet werden.

### Stromhandel
Durch die hohe Nennleistung des Kernkraftwerks Ignalina hatte Litauen bis Ende 2009 einen Überschuss an elektrischer Energie zur Verfügung. Dieser wurde nach Möglichkeit in die Nachbarstaaten verkauft. Der fehlende Anschluss ans UCTE-Netz beschränkte den Absatz im Wesentlichen auf die Nachbarstaaten der ehemaligen Sowjetunion. Mit der Abschaltung des Kraftwerkes 2009 wandelte sich die Rolle Litauens im internationalen Stromhandel vom Exporteur zum Importeur, auch hierbei beschränkte sich der Handel aufgrund der aus Sowjetzeiten stammenden Leitungsstruktur zunächst auf Lieferungen aus Nachfolgestaaten der Sowjetunion. Erst seit 2015 besteht die Möglichkeit, Strom über die beiden neuen Leitungen aus Ländern der EU zu beziehen. Damit eröffnete sich die Möglichkeit eines gemeinsamen skandinavischen und baltischen Strommarktes.
Rund 80 % seines Stroms kauft und handelt Litauen inzwischen (Stand 2019) an der Spot-Strombörse Nord Pool. Im Jahr 2015 wurden noch 60 % über Direktverträge mit den jeweiligen Produzenten bezogen. Ende 2017 waren im Stromgroßhandel die bedeutendsten Lieferanten:
- Inter RAO Lietuva AB (57,7 %)
- Energijos tiekimas UAB (21,7 %)
- Lietuvos energijos gamyba AB (1,4 %)
- Sonstige (19,2 %)

#### Endkundenmarkt
Gleichfalls seit 2015 können alle (auch privaten) Stromkunden in Litauen ihren Verbrauch über einen Anbieter ihrer Wahl decken. Im Jahr 2018 teilten sich siebzehn aktive Stromanbieter (von 37 lizenzierten) den Endkundenmarkt. Der Strompreis für Privatkunden lag 2019 bei durchschnittlich € 0,13 pro kWh brutto, der für Verbraucher aus der Industrie bei € 0,05 pro kWh, wobei der Strompreis nicht staatlich subventioniert wird.

#### Sonderform: Handel statistischer Zurechnung von Strom aus erneuerbaren Energien
Eine besondere Form des Stromhandels stellt der Verkauf von Anteilen der statistischen Zurechnung der aus erneuerbaren Ressourcen erzeugten Energie eines EU-Mitgliedsstaates an einen anderen dar. Eine tatsächliche Stromlieferung findet dabei nicht unbedingt statt.
Als erste EU-Mitgliedsstaaten haben Litauen und Luxemburg am 26. Oktober 2017 eine solche Vereinbarung nach der Erneuerbare-Energien-Richtlinie der EU getroffen. Luxemburg hofft damit, sein Klimaziel bis 2020 doch noch einhalten zu können, obwohl (Stand 2017) tatsächlich nur 5 % seiner Energie regenerativ erzeugt werden. Zwischen 2018 und 2020 sollen mindestens 700 GWh in Litauen regenerativ erzeugten Stroms Luxemburg gutgeschrieben werden. Der voraussichtliche Erlös von 10 Mio. Euro soll in den weiteren Ausbau der erneuerbaren Energien in Litauen investiert werden. Die statistische Übertragung und der Verkauf ist möglich, weil Litauen anteilig bereits mehr Strom aus regenerativen Quellen erzeugt, als die Zielvorgaben vorsehen, ungeachtet der Tatsache, dass das Land tatsächlich Strom importieren muss.

## Fernwärme
Kraft-Wärme-Kopplungsanlagen (KWK) machen Abwärme bei der Verbrennung von Energieträgern als Fernwärme nutzbar. Die Stromerzeugung wird hierbei nur minimal verringert, wodurch der Wirkungsgrad insgesamt steigt. Dieses System war in der Sowjetunion weit verbreitet und kommt bei allen Wärmekraftwerken in Litauen zur Anwendung.
Die Fernwärme wurde 1997 als einer der ersten Schritte zur Privatisierung des Energiemarktes in die Hände der Kommunen übergeben.
Derzeit (Stand 2019) wird unter Federführung der Universität Klaipėda in Litauen und anderen Ostsseeanrainerstaaten am weiteren Ausbau und der Modernisierung der Fernwärmenetze gearbeitet; dabei stehen die Nutzung regenerativer Energien, der Einsatz von Niedertemperaturtechnik und verbesserte Rohrisolation auf der Agenda. Die abgeschalteten konventionellen Heizkraftwerke werden – gefördert von der Europäischen Union – durch neue Heizkraftwerke auf Basis von Biomasse sowie Prozessabwärme aus der thermischen Behandlung von Abfällen („Müllheizkraftwerke“) ersetzt.